# Utrka Pariz – Rouen 1894.
| Prethodna godina | Sljedeća godina |
| ---------------- | --------------- |
| 1867.-1893.      | 1895.           |

Utrka Pariz – Rouen 1894. (Concours du 'Petit Journal' Les Voitures sans Chevaux) je bila prva organizirana automobilistička utrka koja se vozila 22. srpnja 1894. od Pariza do Rouena u Francuskoj. Bila je to jedina utrka te godine.

## Organizacija
Pierre Giffard, urednik popularnog časopisa toga vremena Le Petit Journal, imao je već iskustva u organiziranju biciklističkih natjecanja. Ovoga puta odlučio je organizirati natjecanje motornih vozila, te je pišući u broju časopisa Le Petit Journal za 19. prosinca 1893. pod pseudnimom Jeans sans Terre, predložio organiziranje natjecanja kočije bez konja (Voitures sans Chevaux), tijekom sljedeće godine. Razlog organiziranja natjecanja bio je potaknuti zanimanje za automobilizam i razviti francusku proizvodnju automobila, kao i davanje publiciteta časopisu Le Petit Journal. U početku je cilj bio za tri sata prijeći 50 kilometara, da bi kasnije bilo promijenjeno u četiri sata jer bi se mnogi natjecatelji natjecali s izvornom prosječnom "opasno velikom" brzinom od 16 km/h. Konačna ruta od Porte Maillota iz Pariza do Rouena iznosila bi 126 kilometara. Izgled svakog automobila smatrao se nebitnim. Sve što se tražilo bilo je da se automobil kreće pod vlastitim pogonom.

## Sudionici
Stotinu i dva natjecatelja su platila pristojbu od 10 franaka za sudjelovanje na utrci. Među prijavljenim sudionicima je bilo proizvođača poput Peugeota, Panharda, de Dion-Boutona i Serpolleta, ali i potpunih amatera. No čak 78 natjecatelja se nisu pojavila na kvalifikacijama 18. srpnja.

## Utrka

### Rezultati utrke
| Plasman | Br. | Sudionik             | Konstruktor         | Vozilo | Putnici | Vrijeme        |
| ------- | --- | -------------------- | ------------------- | ------ | ------- | -------------- |
| 1.      | 4   | Jules-Albert de Dion | De Dion-Bouton      | Para   | 4       | 6 h 48 min 0 s |
| 2.      | 65  | Albert Lemaître      | Peugeot             | Benzin | 4       | + 2 min 30 s   |
| 3.      | 28  | Auguste Doriot       | Peugeot             | Benzin | 4       | + 15 min 30 s  |
| 4.      | 13  | Hippolyte Panhard    | Panhard et Levassor | Benzin | 4       | + 33 min 30 s  |
| 5.      | 15  | Émile Levassor       | Panhard et Levassor |        |         |                |
| 6.      | 31  | Émile Kraeutler      | Peugeot             |        |         |                |
| 7.      | 64  | Émile Mayade         | Panhard et Levassor |        |         |                |
| 8.      | 42  | A. Le Brun           | Le Brun             |        |         |                |
| 9.      | 13  | Gratien Michaux      | Peugeot             |        |         |                |
| 10.     | 14  | "Dubois"             | Panhard et Levassor |        |         |                |